# Ganggrab im Skovtofte-Wald

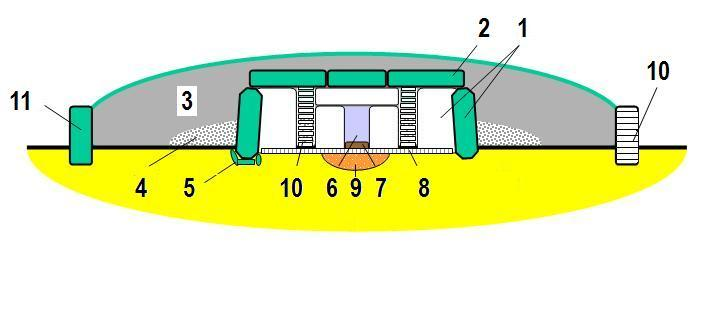
Schema Ganggrab (Querschnitt) 1=Trag-, 2= Deckstein, 3=Erdhügel, 4=Dichtung, 5=Verkeilsteine, 6=Zugang, 7= Schwellenstein. 8=Bodenplatten, 9=Unterbodendepots, 10=Zwischenmauerwerk 11=Randsteine

Das Ganggrab im Skovtofte-Wald (auch Helletoft Fredskov genannt) liegt südlich des Hofes Helletofte, etwa 2,5 km nördlich von Tranekær auf der dänischen Insel Langeland. Am Hof entlang führt ein Feldweg in die kleine Waldparzelle Skovtofte. Das Ganggrab (dänisch Jættestue) liegt unweit des südlichen Waldrandes, etwa in der Mitte. Das Ganggrab ist eine Bauform jungsteinzeitlicher Megalithanlagen, die aus einer Kammer und einem baulich abgesetzten, lateralen Gang besteht. Diese Form ist primär in Dänemark, Deutschland und Skandinavien, sowie vereinzelt in Frankreich und den Niederlanden zu finden. Neolithische Monumente sind Ausdruck der Kultur und Ideologie neolithischer Gesellschaften. Ihre Entstehung und Funktion gelten als Kennzeichen der sozialen Entwicklung.

## Beschreibung
Das Ganggrab der Trichterbecherkultur (TBK) stammt aus der Jungsteinzeit 3500–2800 v. Chr. und liegt in einem etwa 20 m langen und neun Meter breiten Nord-Süd orientierten, viereckigen Hünenbett. Am nördlichen Hügelrand sind die Randsteine nahezu vollständig, im Süden blieben nur spärliche Reste, im östlich gelegenen Zugangsbereich sind zwei Randsteine erhalten. 
Die vollständigen etwa 16 Tragsteine der etwa 8,0 × 2,0 m großen leicht ovalen Kammer sind innen beinahe mannshoch. Alle (vermutlich acht) Decksteine fehlen. Von dem relativ kurzen Gang sind zwei Tragsteine, ein Deckstein sowie der Verschlussrahmen und der Schwellenstein erhalten. 
Die Megalithanlage wurde 1948/49 vom Langelands Museum ausgegraben. In der Kammer fand man Gegenstände aus der mittleren und späten Jungsteinzeit. Vor dem Gang lagen Scherben aus der Bauzeit der Anlage. Die Funde sind im Museum ausgestellt.

## Funde
43 Pfeilspitzen, 19 Bernsteinperlen (ein Bernsteinring), elf Messer davon fünf mit Retuschen und 36 Fragmente, sieben Meißel, vier Hängeschalen, vier Trichterschalen, drei Äxte unterschiedlichen Typs, drei Feuersteine, drei Schalen mit geraden Seiten, drei Schalen mit konvexen Seiten, drei tonnenförmige Gefäße, ein Feuersteindolch, ein Knochenmeißel, eine Kugelschale, ein Schaber, eine Schüssel mit kegelförmigem Hals und zerscherbte Keramik.
Entlang der Ostseite des Hügels wurde ein Steinhügel freigelegt. Oben und unten erschienen große Opferschichten. Sie enthielten u.a,: 46 Feuersteinfragmente, 17 Trolldebjerg-Schalen, 14 Trichterbecher, 10 Schulterpfannen, neun Fußschalen, sechs Äxte unterschiedlichen Typs, drei Tontöpfe, zwei Meißel, zwei Bogenmesser, eine Kugelschale, einen Scheibenschaber und einen Vorratsbehälter. 
In der Nähe liegt der Langdysse von Helgetoft.